# 전략해군

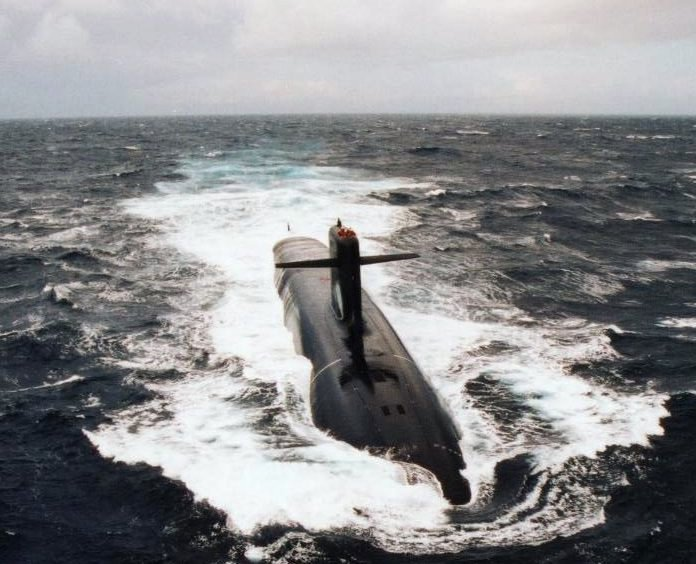
트리옹팡급 잠수함

전략해군(戰略海軍, FOST, 프랑스어: Force océanique stratégique, 영어: Strategic Oceanic Force)은 프랑스 해군의 전략원잠 운용 부대를 말한다.
FOST는 1960년대 창설되었다. 부대를 창설하는데 13년이 걸렸다. 르두타불급 잠수함 1번함이 1971년에 취역했다. 이후 5척이 추가 건조되어 6척의 르두타블급이 프랑스 해군의 핵전력이었다.
1996년 자크 시라크 대통령이 4척의 전략원잠 체제로 개편했다. 대당 31억 유로(4조 1천억원)인 트리옹팡급 잠수함 4척이 건조되었다. FOST는 브레스트 (프랑스) 근처인 일롱그 해군기지(en:Île Longue)에 위치해 있다.
FOST는 언제든지 2척의 트리옹팡급 잠수함을 전세계에 전개하는 것을 목표로 한다.
프랑스 대통령의 곁에는 항상 장교가 핵가방을 휴대하고 있다. 오직 프랑스 대통령만이 핵미사일 발사를 명령할 수 있다. 2016년 현재 프랑스는 트리옹팡급 잠수함에만 핵무기가 있고, 육군, 공군, 해군 수상함에는 핵무기가 없다.

## 같이 보기
- 프랑스 해군
- 프랑스 공군